# Radka Toneff
Ellen Radka Toneff, född 25 juni 1952 i Oslo, död 21 oktober 1982 i Oslo, var en norsk jazzmusiker och komponist. Radka Toneff var stilbildande inom jazzen genom ett personligt uttryck som beskrivs som lågmält och intensivt. Hennes popularitet sträckte sig långt utanför jazzmiljöerna.

## Bakgrund och karriär
Radka Toneff föddes i Oslo där hon växte upp i förorten Lambertseter och i Kolbotn i Oppegård kommun. Hon var dotter till norskan Lilly-Ann Drivenes och den bulgariske folkmusikern, flygaren och radioteknikern Toni Toneff.
Åren 1971–1975 studerade Toneff vid Musikkonservatoriet i Oslo. Hon spelade i jazzrockbandet Unis. Mellan 1975 och 1980 drev hon sin egen jazzkvintett, Radka Toneff Quintet tillsammans med Arild Andersen och Jon Eberson. Under perioden utkom hennes första skivinspelningar, Winter Poem och It Don't Come Easy, skivor producerade av Arild Andersen och Lars Klevstrand. Radka Toneff tilldelades 1977 Spellemannprisen i kategorin bästa vokalist, för sin insats på Winter poem. På skivan It Don't Come Easy debuterade Toneff som textförfattare. 1980 deltog Radka Toneff i den norska uttagningen till Eurovision song contest med bidraget "Parken", en sång av Ole Paus. Toneff tävlade igen året därpå, då som medlem i gruppen Darlings som framförde bidraget "Født på ny".
Toneff tilldelades 1982 postumt norska jazzförbundets pris Buddy-priset. Efter utgivningen 1993 av konsertalbumet Live in Hamburg tilldelades Toneff Spellemannpriset i kategorin jazz. Tillsammans med den svensk-amerikanske pianisten Steve Dobrogosz spelade Toneff 1982 in albumet Fairytales. Skivan, som rönt uppmärksamhet även internationellt, utsågs 2011 till tidernas bästa norska skiva i tidningen Morgenbladet. Fairytales spelades in 15–17 februari 1982 i Grieghallen i Bergen.

## Privat
Toneff hade ett långvarigt förhållande med sin producent, musikern Arild Andersen. Tiden före sin död var hon tillsammans med jazzmusikern Audun Kleive. Hon avled av ett förmodat självmord. Till minne av Radka Toneff instiftades musikpriset Radka Toneff Minnepris.

## Diskografi
Soloskivor
- Winter Poem (1977)
- It Don't Come Easy (1979)
- Fairytales (med Steve Dobrogosz) (Odin Records, 1979 och 1982)
- Live in Hamburg (Odin Records, 1993)
- Some Time Ago - A Collection of Her Finest Moments (samlingsalbum, Verve/Universal Music, 2003)
- Butterfly (tidigare outgivna NRK-inspelningar, Curling Legs, 2008)

I samarbete med andra artister
Radka Toneff har medverkat på följande skivor:
- Nationaltheatret: Svartkatten (1971)
- Fronteatret/Visegruppen PS: Slutt opp, kamerat (1971)
- Ole Paus: Lise Madsen, Moses og de andre (1975)
- Ketil Bjørnstad: Leve Patagonia (1978)